# Ahmad bin Alí Ál Thání
Šejk Ahmad bin Alí bin Abdulláh bin Džásim bin Muhammad Ál Thání, (1920 Dauhá – 25. listopadu 1977 Londýn) (arabsky  أحمد بن علي بن عبد الله بن جاسم بن محمد آل ثاني ‎), v krátkosti také známý jako šejk Ahmad bin Alí Ál Thání, byl emír z Kataru, který vládl od roku 1960 do roku 1972. Během jeho vlády se finanční situace Kataru významně zlepšila v důsledku objevu několika nových ropných polí. Katar také získal v září 1971 za jeho vlády nezávislost. V únoru 1972 byl ale sesazen svým bratrancem, Chalífou bin Hamadem Ál Tháním.

## Životopis

### Mládí
Šejk Ahmad se narodil v Dauhá, hlavním městě Kataru, v roce 1920 jako druhý syn šejka Alího bin Abdulláha Ál Tháního. Měl dvanáct sourozenců, devět bratrů a tři sestry; některé zdroje ale uvádějí, že měl o jednoho bratra méně.
Na trůn nastoupil dne 24. října 1960 po svém otci, šejku Alím bin Abdulláhovi Ál Tháním, který odstoupil v jeho prospěch. Ál Thání se stal nepopulárním, protože údajně příliš utrácel a zadlužil se. Šejk Ahmad tak převzal trůn a stal emírem. Vládl v posledních letech závislosti na Velké Británii a v prvních letech nezávislosti Kataru po roce 1971. Navštěvoval četné královské korunovace včetně královny Alžběty II. ve Westminsterském opatství v roce 1953. K datu zahájení své vlády jmenoval bratrance Šejka Khalifa bin Hamad Al Thaní dědicem a zástupcem panovníka. Dne 22. února 1972 byl šejk Ahmad sesazen. V době převratu byl v Íránu na lovecké výpravě. Po sesazení žil v exilu v Dubaji, jednom ze Spojených arabských emirátů, se svou ženou, dcerou zesnulého vládce Dubaje, a dětmi.

### Vláda

#### 1963: Arabské národní hnutí
V dubnu 1963 byla vytvořena nacionalistická politická strana, známá jako Fronta národní jednoty, která protestovala proti ekonomické situaci. Vznik strany byl urychlen veřejným nesouhlasem s extravagantním životním stylem vládnoucí rodiny a dlouhým pobytem šejka Ahmada v zahraničí od dob, kdy získal trůn. Strana, spoluzaložená bohatými podnikateli a kmenovými vůdci, brzy získala oblibu mezi arabskými nacionalisty, jednotlivci sympatizujícími se stranou Baas a katarskými dělníky. Při jedné z nacionalistických demonstraci byl zabit jeden účastník. Akce byla organizována severojemenskými migranty pracujícími v Kataru, kteří podporovali svou vládu ve snaze o připojení ke Sjednocené arabské republice.
Na protest proti této události uspořádala strana na centrálním trhu v Dauhá manifestaci, na které předložila vládě své požadavky. Některé z nich by oslabily šejkovu moc. Vláda všechny požadavky odmítla. Uprostřed napjaté atmosféry bylo mnoho členů Fronty národního sjednocení zatčeno a bez soudu uvězněno. Nicméně Šejk Ahmad některé reformy zavedl, např. poskytnutí pozemků a půjček chudým zemědělcům.

### Úspěchy

#### Hospodářské úspěchy
Šejk Ahmad byl svědkem rostoucí ekonomické aktivity v zemi v důsledku objevu velkého počtu ropných polí. V té době, v lednu 1964, byla zahájena v plném rozsahu těžba nafty v nalezišti Idd al-Shargi, prvním nalezišti v mořském dně na světě, které bylo provozováno výhradně jako off-shorová společnost. V roce 1963 bylo objeveno ještě větší naleziště u Maydan Mahzam a v roce 1965 a byl postaven naftový terminál na ostrově Halul. Průzkum naleziště Bul Hannien byl zahájen v roce 1965, těžba zde začala v roce 1977. S rozvojem ropného průmyslu Katar rychle dospěl k zavedení moderního administrativního systému. V listopadu 1960 založil šejk Ahmad ministerstvo financí, jehož šéfem se stal dědic trůnu a zástupce vládce v té době šejk Khalifa. Šejk Ahmad založil odbory obecné finanční správy s cílem zvládnout všechny vládní záležitosti finančního a administrativního charakteru. Pak, v roce 1967, bylo zřízeno také Oddělení civilní administrativy.

#### Nezávislost Kataru
Formování státní administrativy Kataru se dokončovalo a země směřovala k nezávislosti. V návaznosti na oznámení britské labouristické vlády v lednu 1968 o odstoupení a o ukončení smluv o ochraně regionu s vládci zemí Perského zálivu a následně jejich neschopnosti utvořit konfederaci z osmi států Perského zálivu (Irák, Írán, Saúdská Arábie, Kuvajt, Spojené arabské emiráty, Omán, Jemen a Katar), Katar pokročil k vytvoření vlastního vládního kabinetu. Dne 2. dubna 1970 byla vyhlášena prozatímní ústava Kataru; první Rada ministrů v zemi vznikla dne 28. května 1970. Nezávislost Kataru jako suverénního státu, kterým se ukončuje anglo-katarská smlouva z roku 1916, byla vyhlášena dne 3. září 1971.

### Manželství a děti
Šejk Ahmad bin Ali Al Thani si vzal tři ženy, jedna z nich byla dcera Šhejka Rashid bin Said Al Maktuma, vládce Dubaje. Měl 8 dětí: 7 synů a 1 dceru. Seznam je sestavený v sestupném pořadí podle jejich věku, od nejstaršího syna k nejmladšímu.
- Šejk Abdulaziz bin Ahmad Al Sání
- Šejk Nasser bin Ahmad Al Sání
- Šejk Hamad bin Ahmad Al Sání
- Šejk Saud bin Ahmad Al Sání
- Šejk Muneera bin Ahmad Al Sání (dcera)
- Šejk Abdullah bin Ahmad Al Sání
- Šejk Khalid bin Ahmad Al Sání
- Šejk Mansur bin Ahmad Al Sání

### Smrt
Ačkoli bylo dosaženo částečného smíření s bratrancem šejkem Ahmedem, zůstal vypuzený šejk v exilu a zemřel 25. listopadu 1977 v Londýně na rakovinu. Jeho tělo bylo letecky převezeno zpět do Kataru. Oficiálního pohřbu se zúčastnil emír s vládnoucí rodinou. Je pohřben na hřbitově v Al Rayyanu. Po pohřbu byly vyhlášeny tři dny smutku.